# Joseph Alphonse McNicholas
Joseph Alphonse McNicholas (Saint Louis, 13 gennaio 1923 – 17 aprile 1983) è stato un vescovo cattolico statunitense.

## Biografia
Monsignor Joseph Alphonse McNicholas nacque a Saint Louis il 13 gennaio 1923.

### Formazione e ministero sacerdotale
Studiò al Cardinal Glennon College e al Kenrick Seminary di Shrewsbury.
Il 7 giugno 1949 fu ordinato presbitero per l'arcidiocesi di Saint Louis da monsignor Joseph Elmer Ritter. Durante il suo primo incarico presso la cattedrale di Saint Louis iniziò a studiare per un master in lavoro sociale alla Saint Louis University. Prima di terminare gli studi, iniziò un periodo di quattordici anni come segretario degli enti di carità cattolici dell'arcidiocesi. Prestò servizio anche come cappellano della Casa per ragazzi "San Giuseppe" e collaborò con diverse organizzazioni statali e locali.

### Ministero episcopale
Il 31 gennaio 1969 papa Paolo VI lo nominò vescovo ausiliare di Saint Louis e titolare di Scala. Ricevette l'ordinazione episcopale il 25 marzo successivo dall'arcivescovo metropolita di Saint Louis John Joseph Carberry, coconsacranti l'arcivescovo coadiutore di Saint Paul e Minneapolis Leo Christopher Byrne e il vescovo di Kansas City-Saint Joseph Charles Herman Helmsing. Divenne poi parroco della basilica di San Luigi e rimase attivo nei programmi di assistenza sociale e per i giovani.
Il 22 luglio 1975 papa Paolo VI lo nominò vescovo di Springfield in Illinois. Conobbe personalmente la diocesi lanciando una visita a chiese, missioni, scuole, ospedali, orfanotrofi e case per anziani. Ospitò il primo incontro regionale del Midwest della St. Vincent de Paul Society che si svolse nello Stato dell'Illinois. Nel 1978 nominò la prima suora nella posizione di sovrintendente delle scuole cattoliche. Ribattezzò il giornale diocesano come Time and Eternity.
Già mentre lavorava a Saint Louis, monsignor McNicholas si era fatto una reputazione come un convinto difensore dei diritti civili. Uno dei suoi primi atti come vescovo diocesano fu quello di aiutare ad organizzare la coalizione del Martin Luther King Day. Era la prima volta che la diocesi partecipava ad un evento che onorava specificamente un afro-americano.
Monsignor McNicholas si interessò attivamente ai casi di desegregazione scolastica in tutta la diocesi. Battaglie per il mantenimento della segregazione scoppiarono ad Alton, Decatur e Springfield, ognuna delle quali aveva una considerevole comunità afro-americana. Molte famiglie bianche si trasferirono fuori dalla città, verso sobborghi completamente bianchi, e altre, volendo evitare l'integrazione, si rivolsero a scuole private, incluse le istituzioni cattoliche. Monsignor McNicholas sentiva fortemente che le scuole cattoliche non sarebbero dovute diventare paradisi per coloro che volevano evitare la desegregazione. Per evitare questo, emanò un avviso di politica non discriminatoria, in base al quale le scuole cattoliche della diocesi dovevano ammettere studenti di "ogni razza, colore, origine nazionale o etnica". Ammonì inoltre le scuole cattoliche ad evitare di accettare trasferimenti - di cattolici o di altre confessioni - dalle scuole pubbliche.
Nel 1976 il vescovo McNicholas implementò un programma diocesano pro-life in risposta alla sentenza Roe contro Wade del 1973, che legalizzò l'aborto. Ad ogni pastore fu richiesto di nominare una donna e un uomo come coordinatore delle attività pro-life della parrocchia. Il loro compito consisteva nel raccogliere sostegno per soluzioni politiche e nel prendere iniziative per aumentare la consapevolezza sui mali dell'aborto. Nelle parrocchie, i coordinatori pro-life sensibilizzarono la gente, mobilitarono il sostegno per la legislazione pro-life, tennero collette per aiutare i centri di gravidanza e si impegnarono in numerose altre attività.
Una delle iniziative meglio ricordate di monsignor McNicholas fu la campagna "Come Home for Christmas". Creò il programma, lanciato poco prima dell'Avvento del 1977, per riconciliare i cattolici che si erano allontanati dalla fede e dalla Chiesa. La campagna richiese un duplice approccio di preghiera e contatto personale. Ai cattolici attivi fu chiesto di pregare per la riunificazione con le loro sorelle e i loro fratelli non praticanti. Incoraggiò inoltre i cattolici a mandare i nomi e gli indirizzi degli inattivi in modo che il vescovo potesse raggiungerli con un invito personale a ritornare alla Chiesa. Il primo anno inviò 1500 lettere.
Sfortunatamente la campagna "Come Home for Christmas" e gli altri sforzi di monsignor McNicholas furono interrotti dalla sua improvvisa morte, avvenuta il 17 aprile 1983 all'età di 60 anni per un attacco cardiaco. È sepolto nella cattedrale dell'Immacolata Concezione a Springfield.

## Genealogia episcopale
La genealogia episcopale è:
- Cardinale Scipione Rebiba
- Cardinale Giulio Antonio Santori
- Cardinale Girolamo Bernerio, O.P.
- Arcivescovo Galeazzo Sanvitale
- Cardinale Ludovico Ludovisi
- Cardinale Luigi Caetani
- Cardinale Ulderico Carpegna
- Cardinale Paluzzo Paluzzi Altieri degli Albertoni
- Cardinale Gaspare Carpegna
- Cardinale Fabrizio Paolucci
- Cardinale Francesco Barberini
- Cardinale Annibale Albani
- Cardinale Federico Marcello Lante Montefeltro della Rovere
- Vescovo Charles Walmesley, O.S.B.
- Arcivescovo John Carroll, S.I.
- Cardinale Jean-Louis Anne Madelain Lefebvre de Cheverus
- Arcivescovo Ambrose Maréchal, P.S.S.
- Vescovo John Dubois, P.S.S.
- Arcivescovo John Joseph Hughes
- Cardinale John McCloskey
- Arcivescovo Michael Augustine Corrigan
- Vescovo Charles Edward McDonnell
- Arcivescovo Thomas Edmund Molloy
- Vescovo Raymond Augustine Kearney
- Cardinale John Joseph Carberry
- Vescovo Joseph Alphonse McNicholas